# Neodiprion sertifer
Neodiprion sertifer és una espècie d'himenòpter símfit de la família dels dipriònids (Diprionidae). Aquest insecte univoltí es pot trobar a tot Europa, i també a determinats indrets d'Amèrica del Nord, on va ser introduït. Habita en diferents espècies del gènere Pinus (pins), on les larves s'alimenten de les acícules i poden provocar defoliacions importants. És considerat una plaga.
A Catalunya s'ha observat que ataca especialment al pi roig, en el qual pot provocar defoliacions notables, si bé no provoca afectacions tan extenses ni persistents com la processionària del pi.

## Descripció i cicle vital
Els himenòpters són insectes holometàbols, és a dir, per assolir la maduresa passen per totes les fases de la metamorfosi. Es tracta d'una espècie univoltina, tot i que segons la climatologia es poden donar dues generacions per any (climes més càlids) o bé una generació pot tardar dos anys a completar el cicle (climes més freds).

### Adult
Les femelles amiden entre 8 i 10,5 mm, amb coloracions entre el groc, el marró i el roig, excepte algunes parts del tòrax, que poden ser de color negre. Les antenes són curtes (19-25 segments) i les ales són hialines, amb una nerviació molt marcada. El mascle, més petit, fa entre 7 i 9,5 mm i és de color negre, excepte en la part ventral de l'abdomen, que pot tenir un to marró-vermellós. Les antenes són una mica més llargues (25-31 segments) que les de les femelles i tenen la nerviació de les ales menys marcada.

### Posta
Un cop efectuat l'aparellament i seleccionat el pi, la femella va seleccionant acícules palpant-les amb les antenes. Usant un oviscapte en forma de serra, fa una sèrie d'incisions on diposita els ous individualment. La incisió no és recoberta amb secrecions, com si que ho faria Diprion pini, de manera que els ous són més difícils de localitzar, en ser de color verd pàl·lid. Una femella pon entre 50 i 130 ous per posta. El nombre d'ous per acícula oscil·la entre els 14 i els 16 ous, en funció de la seva longitud. Els ous fan uns 2mm, són ovalats, de color blanc i superfície llisa. Romanen durant tot l'hivern en aquest estat.

### Larva
Les larves surten just abans que comenci la primavera, i comencen alimentant-se de les acícules més properes a la posta. La seva coloració és gris-verdosa, amb unes línies clares i fosques paral·leles i longitudinals. El cap i les potes són de color negre brillant. Té tres parells de peus vertaders i set parells de pseudo-peus amb forma de ventosa i color blanquinós. El seu desenvolupament larvari consisteix en cinc mudes per la femella i quatre pel mascle.

### Pupa
Un cop finalitzat el desenvolupament larvari, les larves baixen a terra per teixir un capoll, en l'interior del qual es desenvolupa la pupa. El capoll, que va passant del marró al negre amb el temps, fa entre 7 i 10 mm, essent menor el corresponent als mascles. La pupa és lliure, i s'acostuma a trobar a terra entre la fullaraca, molt pròxima als arbres infestats. Ocasionalment, les pupes també es poden trobar penjant de les acícules o branques de l'arbre atacat.

## Mètodes de control
Els paràsits, parasitoides (Dipriocampe diprioni, Closterocerus ruforum)), patògens (Borralenavirus diprionis) i depredadors de Neodiprion sertifer són peces clau en la regulació de la seva població, de manera que només s'aconsella l'ús d'inhibidors de creixement a ultra baix volum en les zones on s'observa que l'atac encara no és molt greu, per tal de no afectar el complex parasitari. Quan la població és molt elevada és preferible no actuar, ja que en aquests casos, les colònies de Neodiprion sertifer acostumen a desembocar en un col·lapse poblacional.